# Norman Pirie
Norman Wingate „Bill“ Pirie (* 1. Juli 1907 in Torrance, Stirlingshire; † 29. März 1997 in Harpenden, Hertfordshire) war ein britischer Biochemiker und Virologe.
Er war der Sohn des Tiermalers Sir George Pirie. Er studierte Biochemie bei Gowland Hopkins an der Universität Cambridge (Emmanuel College) und wurde dort nach dem Abschluss 1932 bis 1940 Demonstrator. Hier traf er mit Frederick Bawden zusammen und begann sich für Pflanzenviren zu interessieren. Die Zusammenarbeit dauerte bis zum Tod von Bawden 1972. Er folgte Bawden 1940 an die Rothamsted Experimental Station in Harpenden, wo sie mehrere Pflanzenviren in kristalliner Form isolieren konnten, darunter das Tabakmosaikvirus (TMV). Dabei entdeckten sie, dass deren Erbgut aus RNA bestand. Sie untersuchten auch die Infektivität von Virus-RNA, erhielten damals aber negative Ergebnisse (der Nachweis gelang erst 1956). Kristalle von TMV demonstrierte er bei einem Treffen der Royal Society durch ihre Doppelbrechungseigenschaften als Suspensionen in Flüssigkeiten (effektvoll aufgewirbelt von Goldfischen). 1947 bis 1973 leitete er die Biochemie-Abteilung in Rothamsted.
Ab Ende der 1950er Jahre befasste er sich mit der Extraktion von Proteinen aus Blättern, um damit eine neue Nahrungsquelle zu erschließen. Die Arbeiten dazu begannen in England schon im Zweiten Weltkrieg. Er entwickelte mit seinem Team verschiedene Maschinen, um Blätter als Nahrungsquelle aufzubereiten, die auch in Entwicklungsländern getestet wurden, allerdings wenig Akzeptanz fanden. Er wandte sich dann dem Beta-Karotin in Blättern zu, zusammen mit seiner Frau, der Biochemikerin Antoinette Pirie. Auch hier waren das Hauptziel Entwicklungsländer, in denen Mangel an Provitamin A zu Erblindungen führte. Er veröffentlichte auch populärwissenschaftliche Aufsätze unter anderem über den Ursprung des Lebens und Weltraumreisen.
1949 wurde er Fellow der Royal Society, deren Copley Medal er 1971 erhielt und deren Leuwenhoek Lecture er 1963 hielt.
Er war seit 1931 mit Antoinette (Tony) Pirie verheiratet, die 1991 starb. Sie hatten einen Sohn und eine Tochter.

## Schriften
- Food resources: conventional and novel, Penguin 1969
- Herausgeber Food protein sources, Cambridge University Press 1975
- Herausgeber: Leaf protein: its agronomy, preparation, quality und use, Blackwell 1971
- Leaf protein and other aspects of fodder fractionation, Cambridge University Press 1978
- Leaf protein and its by-products in human and animal nutrition, Cambridge University Press 1987

## Weblink
- Nachruf im Independent

| Personendaten    | Personendaten                      |
| ---------------- | ---------------------------------- |
| NAME             | Pirie, Norman                      |
| ALTERNATIVNAMEN  | Pirie, Norman Wingate; Pirie, Bill |
| KURZBESCHREIBUNG | britischer Biochemiker             |
| GEBURTSDATUM     | 1. Juli 1907                       |
| GEBURTSORT       | Torrance                           |
| STERBEDATUM      | 29. März 1997                      |
| STERBEORT        | Harpenden                          |